# Makaronesa basicyanea
Makaronesa basicyanea är en stekelart som först beskrevs av Walker 1872.  Makaronesa basicyanea ingår i släktet Makaronesa och familjen puppglanssteklar. Inga underarter finns listade i Catalogue of Life.